# Новобогородицкое
Новобогоро́дицкое — село в Петропавловском районе Воронежской области.
Административный центр Новобогородицкого сельского поселения.

## География
Село находится на берегу реки Криуша.

### Часовой пояс
Село Новобогородицкое, как и вся Воронежская область, находится в часовой зоне МСК (московское время). Смещение применяемого времени относительно UTC составляет +3:00.

## Население
| 1859 | 1897  | 2010 |
| ---- | ----- | ---- |
| 662  | ↗1745 | ↘731 |

## Улицы
| - ул. Гагарина, - ул. Горная, - пер. Городок, - ул. Кольцевая, - ул. Комсомольская, - ул. Ленина, | - ул. Мира, - ул. Молодёжная, - ул. Прохладная, - ул. Пушкинская, - ул. Садовая, - ул. Свободы, | - ул. Советская, - пер. Советский, - пер. Спортивный, - ул. Степная, - ул. Татьяновка. |

## Известные уроженцы
- Бондарев, Виктор Николаевич (род. 1959) — российский военачальник и государственный деятель, генерал-полковник, Герой Российской Федерации.